# Giovan Betto
Giovan Betto (Riva Valdobbia, 27 agosto 1642 – Nancy, 9 giugno 1722) è stato un architetto italiano.
Specializzato nell'architettura religiosa, Betto lavorò perlopiù nella regione della Lorena, inizialmente al servizio di vari ordini religiosi, poi  dal 1703 in quanto architetto accreditato presso la corte del Ducato di Lorena al servizio del duca Leopoldo il Buono.

## Biografia

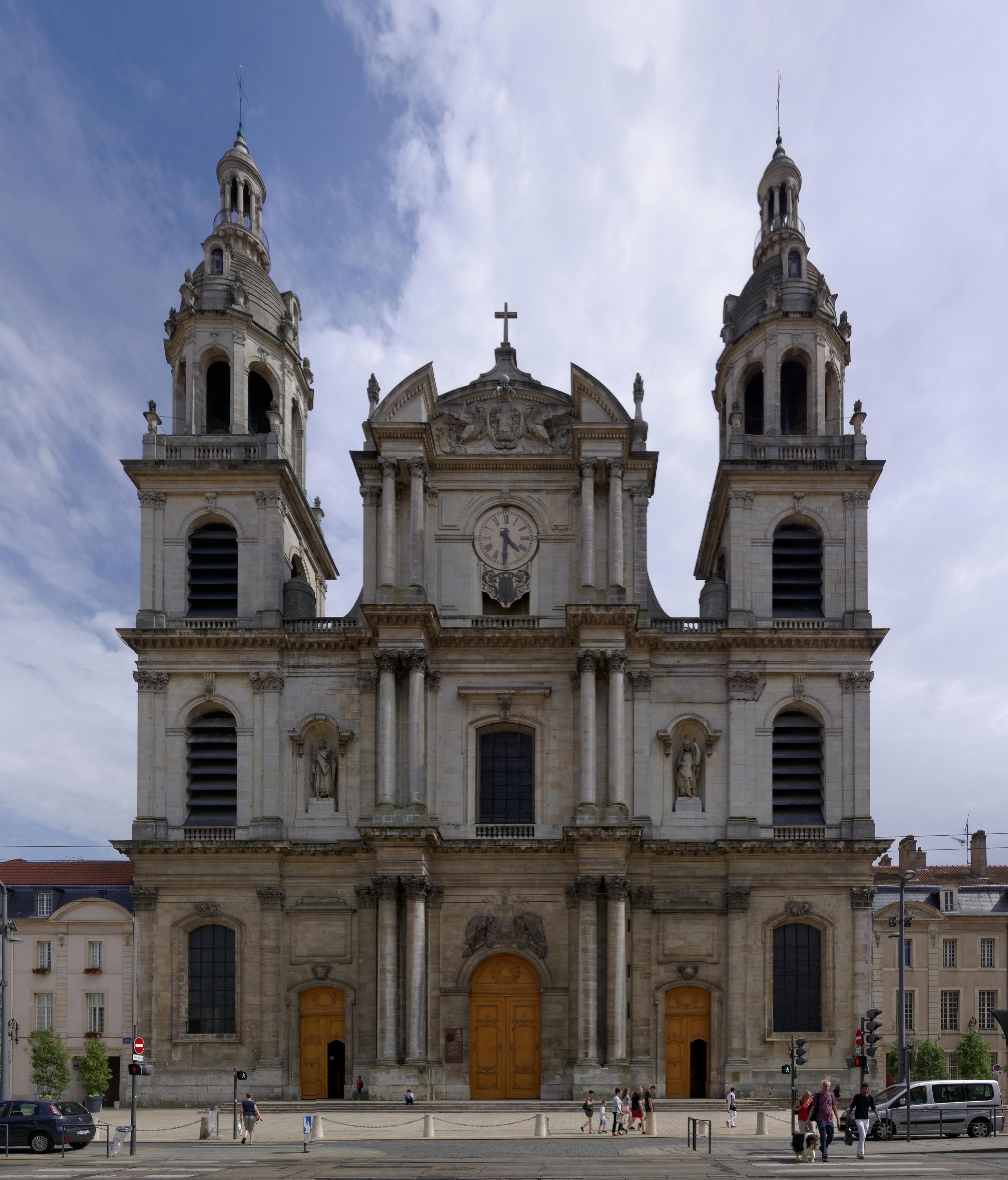
Facciata della cattedrale di Nancy

Giovan Betto nacque in Valsesia, una valle alpina all'epoca appartenente al Ducato di Milano, nel 1642. Figlio di Marco Antonio Betto e di Cristina Grande (o Pietrogrande) proveniva da una famiglia di commercianti e muratori. Ebbe tre fratelli - Michele, Pietro e Francesco - che come lui lavorarono come architetti in Lorena. In particolare, Michele Betto (1645-1702) trascorse buona parte della sua vita a Toul, mentre Pietro Betto (1647-1732) fu impegnato nel rafforzamento delle fortificazioni di Thionville. Non è nota la formazione che i fratelli ricevettero durante la loro giovinezza, ma è presumibile che furono iniziati al mestiere dal padre o da qualcuno della sua cerchia.
I fratelli Betto arrivarono in Lorena dopo il 1670 (un atto dell'archivio di Varallo riporta che i fratelli Betto quell'anno erano in città per ereditare i beni di uno zio), ma mentre Michele si stabilì quasi subito a Toul e Pietro a Thionville, Giovan Betto non ebbe una dimora fissa, in quanto si spostava di città in città ogni volta che i cantieri che gli erano affidati lo richiedevano. Tra i primi cantieri a cui lavorò, rilevante fu quello della chiesa des Petits-Carmes di Metz, costruita per l'Ordine dei carmelitani scalzi intorno al 1675 (dal 1977 la chiesa è parte integrante del Museo de la Cour d'Or). Tra il 1676 ed il 1682 Betto si dedicò alla costruzione della certosa di Bosserville per l'Ordine certosino.
Nel 1699 Betto è incaricato della sua opera più importante, la cattedrale di Nancy. Per il suo progetto l'architetto si ispirò alla Basilica di Sant'Andrea della Valle, ma in un secondo momento i suoi piani furono modificati dal collega Jules Hardouin-Mansart. Ad ogni modo, Betto mantenne il ruolo di responsabile dei lavori fino alla sua morte.
Tra il 1711 ed il 1714 Betto realizzò la facciata della Cattedrale di Saint-Dié a Saint-Dié-des-Vosges, ispirata a quella della Basilica di San Giorgio Maggiore di Venezia, mentre nel 1713 edificò la chiesa abbaziale di San Giuseppe dei premostratensi, oggi Tempio protestante di Nancy.
Proprio a Nancy Betto trascorse gli ultimi anni della sua vita, ospite del convento dei piccoli carmelitani, dove morì ad 80 anni, il 9 giugno 1722.

## Opere
- Chiesa des Petits-Carmes, Metz, Francia, 1670-1675;
- Certosa di Bosserville, Art-sur-Meurthe, Francia, 1676-1682;
- Cattedrale dell'Annunciazione, Nancy, Francia, 1700-1722;
- Cattedrale di Saint-Dié, Saint-Dié-des-Vosges, Francia, 1711-1714;
- Chiesa abbaziale di San Giuseppe dei premostratensi, Nancy, Francia, 1713.